# Campus de Xalapa
El Campus de Xalapa es uno de los dos campus, junto con el de Córdoba-Orizaba, que tiene la Universidad Anáhuac Veracruz, miembro de la Red de Universidades Anáhuac, ubicado en la ciudad de Xalapa-Enríquez, Veracruz, México.

## Antecedentes
En 1959, el padre Marcial Maciel, fundador de los Legionarios de Cristo considera la creación de una universidad y comienza a buscar terrenos para la edificación de la que sería la primera universidad de la Legión: La Universidad Anáhuac. Posteriormente, en 1963, un grupo de empresarios mexicanos, impulsados y coordinados por Marcial Maciel, L.C. crean el patronato "Investigaciones y Estudios Superiores S.C." para finalmente, el 4 de junio de 1968 inaugurar oficialmente el campus de la Universidad Anáhuac (del norte) en Lomas Anáhuac en Interlomas.
A partir de la consolidación de esta primera universidad, el esfuerzo por continuar ofreciendo una formación integral a un número cada vez mayor de jóvenes universitarios siguió adelante con un gran dinamismo y se creó la Red de Universidades Anáhuac.

## Creación de la Red de Universidades Anáhuac
La Red de Universidades Anáhuac pertenece a un sistema educativo internacional presente en 18 países y que atiende a más de 100,000 alumnos desde preescolar hasta posgrado. En este sistema se encuentran por ejemplo la Universidad Interamericana para el Desarrollo con 44 sedes en México y el Instituto Superior de Ciencias para la Familia. 
Durante el 2004 se uniformizan los programas de las carreras comunes entre la Universidad Anáhuac Xalapa y el resto de las universidades de la legión en un 100%. Se trata de un plan más homogéneo para que haya un tránsito automático de estudiantes entre todas las universidades de la Legión.

## Campus
La oferta de licenciaturas incluye las siguientes carreras:
- Médico Cirujano
- Terapia Física y Rehabilitación
- Nutrición
- Dirección de Empresas de Entretenimiento
- Comunicación
- Derecho
- Arquitectura
- Diseño Multimedia
- Diseño Gráfico
- Psicología
- Turismo Internacional
- Dirección y Administración de Empresas
- Dirección Financiera
- Finanzas y Contaduría Pública
- Negocios Internacionales
- Mercadotecnia Estratégica
- Ingeniería Biomédica
- Ingeniería en Animación Digital
- Ingeniería Mecatrónica
- Ingeniería del Petróleo y Energías Renovables
- Ingeniería Industrial para la Dirección
- Ingeniería del Petróleo y Energías Renovables
- Ingeniería Química
- Ingeniería en Dirección de Negocios
- Licenciatura Ejecutiva en Administración de Negocios